# Conseil central de Québec–Chaudière-Appalaches
Le Conseil central de Québec-Chaudière-Appalaches est un conseil central de la Confédération des syndicats nationaux (CSN). Son siège social est situé au 155, boulevard Charest Est, à Québec.
Le Conseil central de Québec–Chaudière-Appalaches célébrait son centième anniversaire en 2018, ce qui en fait la plus vieille organisation syndicale des régions de Québec et Chaudière-Appalaches.

## Territoire

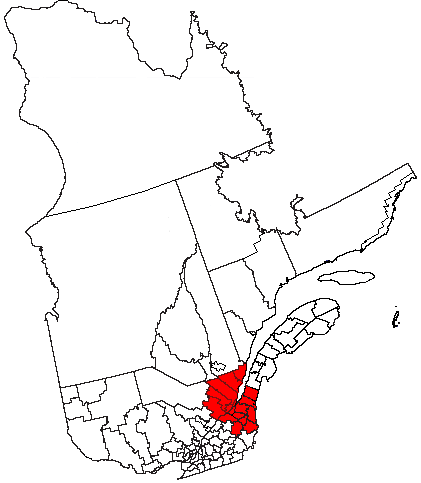
Territoire du Conseil central de Québec–Chaudière-Appalaches (CSN).

Son territoire comprend deux régions administratives soit la région 03 (Capitale-Nationale) qui s'étend de Portneuf à Charlevoix, incluant la grande région métropolitaine de Québec et la nation huronne-wendate de Wendake, et la région 12 (Chaudière-Appalaches) qui se compose de la ville de Lévis et des régions des Appalaches, Beauce-Les Etchemins, Côte-du-Sud et Lotbinière.

## Membres

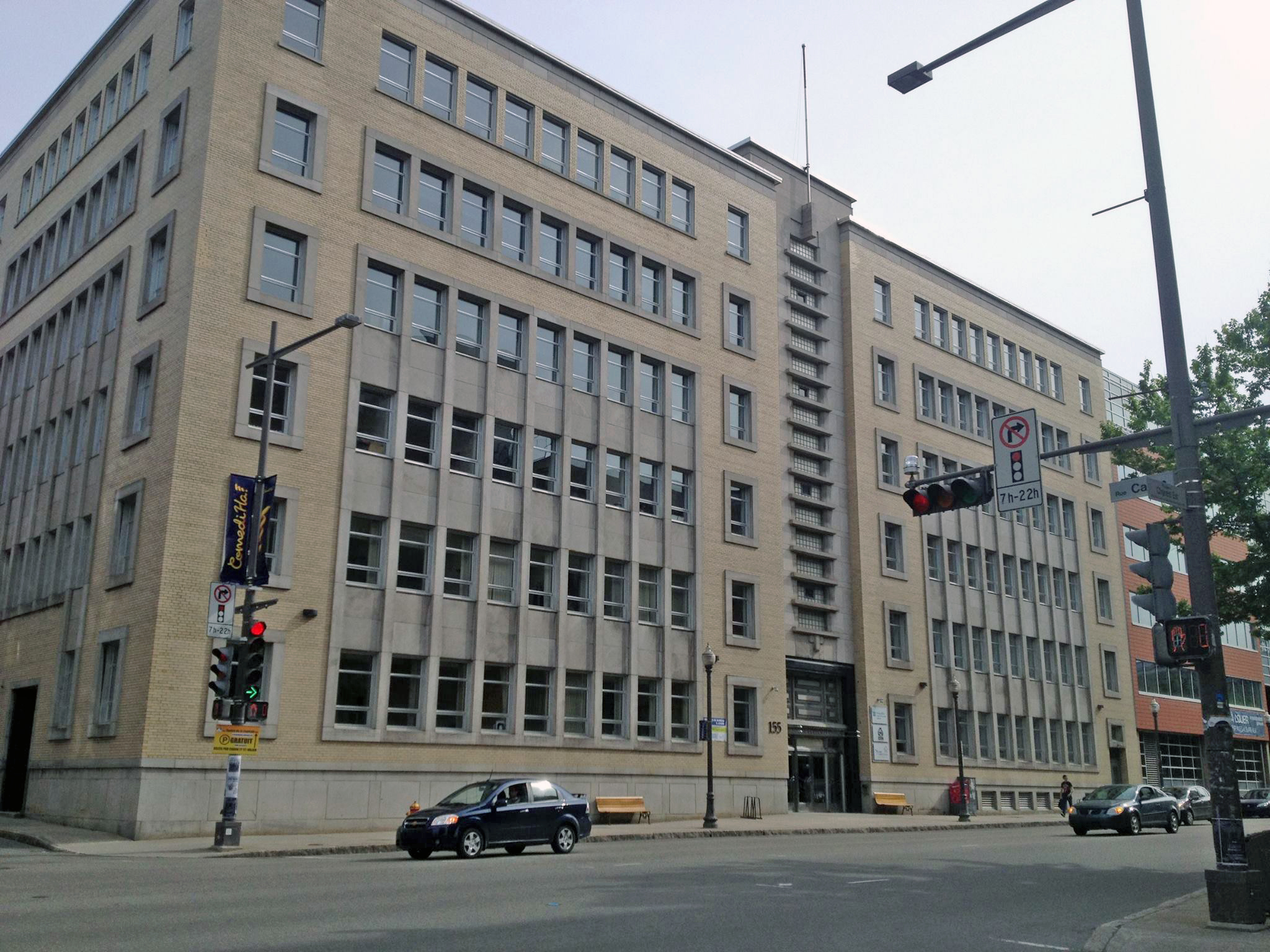
La Maison de la coopération abrite notamment le siège social du Conseil central de Québec–Chaudière-Appalaches (CSN)

Environ 250 syndicats de tous les secteurs d'activités sont affiliés au conseil central regroupant plus de 45 000 membres.

## Historique
Contrairement à la CSN, à laquelle il est affilié, le Conseil central de Québec–Chaudière-Appalaches n'est pas une organisation syndicale catholique devenue laïque dans les années 1960. Il est issu d'un mouvement syndical national qui plonge ses racines dans le XIXe siècle,. 

### Émergence du syndicalisme national à Québec (1891-1918)
Le premier syndicat connu à Québec fut fondé en 1827, il s'agit du Syndicat des imprimeurs de Québec. D'autres syndicats suivront, dans le bâtiment ainsi que dans les manufactures, notamment des assemblées des Chevaliers du travail mais aussi des syndicats indépendants comme dans le port. 
Le Conseil central des métiers et du travail de Québec est fondé en 1891. Au début, il regroupe autant des syndicats nationaux qu’internationaux (des sections locales des unions américaines),. 
En 1898, les travailleurs spécialisés de l'industrie de la chaussure, déjà organisés dans les Chevaliers de Saint-Crépin depuis 1827, s'organisent en trois syndicats de métiers indépendants. Les syndicats adhèrent au Conseil central des métiers et du travail de Québec et à la Fraternité des cordonniers unis de la puissance du Canada. Les syndicats de cordonniers, qui regroupent environ 2 000 membres, forment rapidement le fer de lance du mouvement syndical de Québec,.   
En 1902, une scission sépare les syndicats nationaux et les syndicats internationaux partout au Canada à la faveur du congrès de Berlin (Kitchener). À Québec, les syndicats nationaux sont majoritaires et expulsent les syndicats internationaux du Conseil central des métiers et du travail de Québec,. 
En 1903, le Conseil central des métiers et du travail de Québec participe à la fondation du Congrès national des métiers et du travail du Canada (qui deviendra plus tard la Fédération canadienne du travail). Le congrès, qui se tient à Québec, adopte une série de revendications réformistes (instruction gratuite et obligatoire, journée de huit heures, propriété publique des entreprises de services publics, abolition du sens d'éligibilité, etc.).
En 1905, le Conseil central des métiers et du travail de Québec fonde la Bourse du travail et achète un immeuble de la rue Saint-Vallier (l'actuel 72-76, rue Saint-Vallier Ouest). Les locaux hébergent les bureaux des syndicats, des salles de réunions, une bibliothèque et un club ouvrier au deuxième étage où se tiennent conférences et assemblées. 
En 1911, un désaccord sur la revendication de l’uniformité des manuels scolaires (à laquelle s’opposait le clergé), amène les syndicats nationaux de Québec à se diviser. Les dissidents fondent le Conseil central national du district de Québec et de Lévis et quittent la Fédération canadienne du travail. En quelques années, une majorité des syndicats nationaux rejoignent les rangs de ce Conseil. 

#### Les grèves
Le début du XXe siècle, à Québec, est marqué par les grèves et les lockouts dans l'industrie de la chaussure. De 1900 à 1916, il y a eu 19 arrêts de travail, les statistiques ne permettent pas de départager les grèves des lockouts, dans cette industrie. Certains de ces arrêts de travail furent des escarmouches mais d'autres furent généralisés, dont deux lockouts visant à casser les syndicats (en 1900 et 1913). 
De 1900 à 1903, Arthur Marois, le président du Conseil central des métiers et du travail de Québec, publie le Bulletin du travail, un mensuel devenu par la suite un hebdomadaire pour faire la promotion du syndicalisme national et défendre les ouvriers de la chaussure en grève. 
En 1900, l’Église catholique intervient pour la première fois dans les affaires syndicales. L’archevêque de Québec, Monseigneur Bégin, est appelé à arbitrer un lock-out dans l’industrie de la chaussure. La sentence de l’archevêque prévoit la création de tribunaux d’arbitrage, une modification des statuts des syndicats, pour les rendre « conformes à la morale », et l’introduction d’aumôniers dans les assemblées syndicales,. 

#### Action politique
En 1903, dans la foulée du congrès de fondation du Congrès national des métiers et du travail du Canada et de l'adoption de revendications réformistes, le Conseil central des métiers et du travail de Québec fonde un club de réforme municipal. Le club adopte une série de revendications telles que l'élection du maire par le peuple, l'abolition de la qualification foncière, l'élargissement du droit de vote, etc. En 1904, le Conseil central appuie la candidature de son ancien président, Omer Brunet, dans le district de Saint-Sauveur. Celui-ci est battu mais sera élu en 1906 et 1909.
En 1909, les syndicats nationaux appuient la candidature de Joseph-Alphonse Langlois, un cordonnier, à l'Assemblée législative dans le comté de Saint-Sauveur. Le candidat ouvrier est élu. Déçu des prises de positions du député, le Conseil central lui oppose Omer Brunet en 1912 mais Langlois est réélu avec le soutien des libéraux. 

### La période du syndicalisme catholique à Québec (1918-1965)
En 1915, l’abbé Maxime Fortin fonde le Cercle d’étude des ouvriers de Québec dans le but de former des leaders ouvriers à la doctrine sociale de l’Église et d’amener les syndicats nationaux à s’y conformer, à amender leurs statuts pour se déclarer ouvertement catholique et accepter la présence d’aumôniers dans leurs assemblées,,. Des militants tel que Pierre Beaulé et Gaudiose Hébert y participent.
Le Conseil central national des métiers du district de Québec est fondé officiellement le 5 mars 1918 par la fusion des deux conseils centraux des syndicats nationaux de Québec devenus tous deux catholiques. C’est cette date qui est retenue comme date de fondation par les statuts et règlements du Conseil central de Québec–Chaudière-Appalaches.
En 1918, le Conseil central national des métiers du district de Québec lance une invitation à tous les syndicats catholiques de la province pour qu’ils délèguent des représentants pour une réunion à Québec à l’occasion de la Fête du travail. Cette rencontre se transforma en congrès annuel. Un comité exécutif fut élu avec à sa tête Gaudiose Hébert, de Québec.Trois de ces congrès eurent lieu pour préparer la fondation de la Confédération des travailleurs catholiques du Canada (CTCC) qui eut lieu en 1921,.

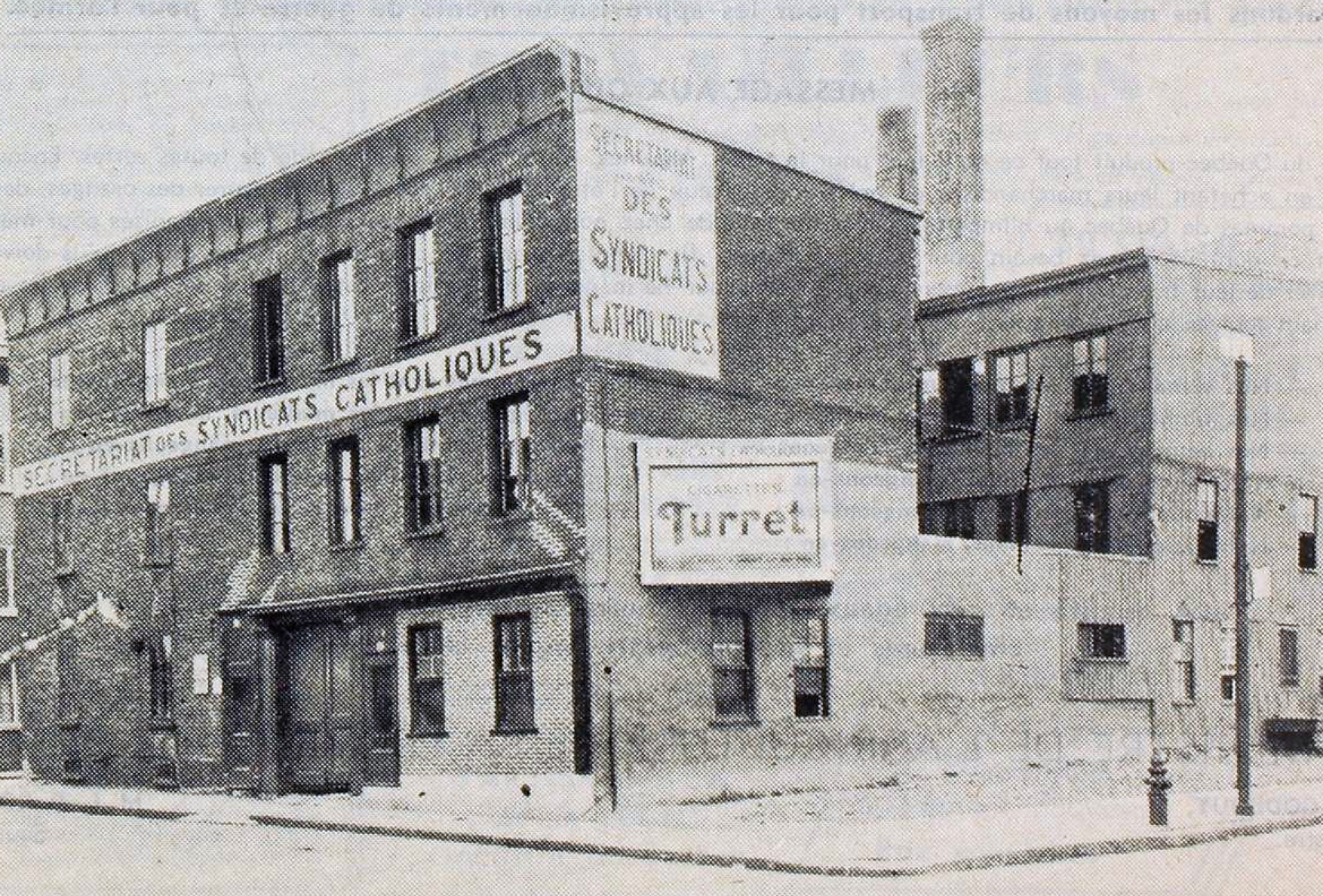
Locaux du Conseil général des syndicats catholiques de Québec de 1933 à 1944.

La conversion des syndicats nationaux au syndicalisme catholique n'implique pas de transformation radicale de la pratique syndicale qui continue de reposer sur le syndicalisme de métier, sur la négociation de conventions collectives et sur le droit de grève,. Par contre, il y eut des répercussions au plan idéologique. Ainsi, l'une des premières résolutions adoptée par les syndicats catholiques, sur proposition de Gaudiose Hébert, refusait l'instruction publique, gratuite et obligatoire ainsi que l'uniformité des manuels scolaires.
En 1933, le Conseil central national des métiers du district de Québec se trouve très affaibli par la crise économique. Un désaccord, portant notamment sur le pouvoir des aumôniers, entraine une scission. Les dissidents créent le Conseil général des syndicats catholiques de Québec avec l’encouragement des aumôniers. Le vieux conseil central est expulsé de la CTCC et le conseil général affilié en octobre. Symboliquement, c'est l'éclipse du vieux courant du syndicalisme national dans la région de Québec. La majorité des syndicats catholiques finissent par adhérer au conseil général. La même année le Secrétariat des syndicats catholiques de Québec fait l'achat d'une ancienne manufacture située au coin des rues Caron et Charest, le Conseil général des syndicats catholiques de Québec y établit son siège social.
En 1950, l’organisation prend le nom de Conseil central des syndicats catholiques de Québec. Le Secrétariat des syndicats catholiques de Québec entreprend la construction d'un immeuble, inauguré en 1951, l'actuel 155 boulevard Charest Est, qui sert de siège social à de nombreux syndicats, au conseil central et à la confédération. 
En 1953, les syndicats de l’amiante fondent, à l’intérieur du conseil central, un Conseil régional des syndicats nationaux de Thetford-Mines. En 1957, le Conseil régional s’autonomise et devient le Conseil central des syndicats nationaux de Thetford-Mines,.

#### Les grèves
Dans les trois années suivant sa fondation, le Conseil central national des métiers du district de Québec fut mêlé à cinq grandes grèves (notamment la grève de 1921 des policiers et des pompiers de Québec). En 1926, la grève de l'industrie de la chaussure de Québec éclate, il s'agit de la plus importante grève de la décennie. Elle implique trois syndicats représentant ensemble la majorité des membres du conseil central. 
En 1937, le Conseil général des syndicats catholiques de Québec est impliqué dans la grève de 9 000 ouvrières et ouvriers dans une dizaine d'usines de la Dominion textile. Le président d'alors est nommé directeur de grève à l'usine de Saint-Grégoire-de-Montmorency où un syndicat affilié au conseil général a été accrédité deux ans plus tôt. Il s'agit de la première grève nationale contre une grosse compagnie,. Le syndicat des travailleurs du textile de Saint-Grégoire-de-Montmorency sera l'un des quatre plus importants syndicats du conseil général pour les quelques décennies suivantes. 
En 1949, les syndicats de mineurs d'amiante de Thetford-Mines, affiliés au conseil général, participent à la grève de l'amiante. Cette grève historique marquera toute une génération,.
En 1952, une grève générale paralyse les chantiers maritimes québécois. C'est à la suite de cette première grève que le Syndicat des travailleurs du chantier naval de Lauzon signera une première convention collective au chantier Davie. Il y aura plusieurs autres grèves dans cette industrie, notamment une grève de six semaines en 1958,.

#### Action politique
Jusqu'à la fin des années 1920, le Conseil central national des métiers du district de Québec appuie périodiquement des candidats ouvriers aux élections aux différents paliers de gouvernement. Certains, comme Pierre Bertrand, ancien président de l'Union des cordonniers-machinistes, sont élus, d'autres pas. Cette possibilité d'appuyer des candidatures politiques est définitivement exclue, en 1930, dans une refonte de la constitution et des règlements du conseil central. L'action politique non-partisane est toutefois toujours permise et encouragée.

#### Action sociale
En 1921, pour combattre le chômage, la Ville de Québec décide de confier ses travaux publics à des sans-travail. C'est le Conseil central national des métiers du district de Québec qui est chargé d'organiser l'opération. Un bureau de placement est ouvert dans les locaux de la Bourse du travail. L'expérience avec la municipalité n'est pas concluante mais le conseil central décide de poursuivre l'expérience de façon autonome,.
En 1933, en pleine crise économique, le Conseil général des syndicats catholiques de Québec décide de mettre sur pied des jardins ouvriers avec l'aide de la municipalité, du ministère de l'agriculture et de grands propriétaires terriens. Il y en aura plus de 1 500 au bout de quelques années. Étant de moins en moins nécessaires, les jardins disparaitront progressivement après la guerre.

### Mutation du conseil central
Dans la foulée de la déconfessionnalisation de la Confédération des travailleurs catholiques du Canada (CTCC), qui devient la Confédération des syndicats nationaux (CSN) à son congrès de 1960, le conseil central devient le Conseil central des syndicats nationaux de Québec en mai 1965. Le poste d’aumônier n’est toutefois pas formellement aboli, une dernière personne est nommée à ce poste par l'évêque auxiliaire de Québec en 1966. Lorsque Claude Cantin quitte son poste d'aumônier en 1974, il n'est tout simplement pas remplacé et le poste est aboli à la refonte suivante des statuts. 
La syndicalisation de la fonction publique québécoise, dans les années 1960, amène une mutation profonde du conseil central. Du jour au lendemain les syndiqués du secteur public deviennent majoritaires. En parallèle, la CSN se radicalise durant cette période. Cela créé des tensions, qui éclateront lors de la scission de 1972, quand la majorité des personnes élues du conseil central décideront de se joindre à la CSD. Toutefois, la base ne suit pas, le conseil central perds seulement 16% de ses effectifs au profit de la CSD,.
Le conseil central devient le Conseil central des syndicats nationaux de la région de Québec en 1979,.

### Période contemporaine
En 1995, à la faveur d’une réduction du nombre de conseils centraux de la CSN, le Conseil central de Thetford-Mines fusionne avec le Conseil central des syndicats nationaux de la région de Québec. Les syndicats CSN de la région de l’Amiante adhèrent au nouveau Conseil central de Québec–Chaudière-Appalaches tandis que ceux de La Pocatière adhèrent au Conseil central du Bas-Saint-Laurent,.

## Instances
La structure décisionnelle du Conseil central de Québec–Chaudière-Appalaches est sensiblement la même que celle de l’ensemble des autres organismes de la CSN et la plupart des syndicats CSN, c’est-à-dire :
- le comité exécutif ;
- le conseil syndical ;
- l’assemblée générale ;
- le congrès.

### Comité Exécutif
Au quotidien, le conseil central est orienté et administré par un comité exécutif. Le comité exécutif est composé de cinq membres élus en congrès : la présidence, le secrétariat, la trésorerie et deux vice-présidences. Il anime la vie syndicale et voit au développement et à l’articulation des grandes missions du conseil central, qui sont :
- la défense des droits et libertés ;
- la promotion du droit à l'égalité ;
- l'éducation politique et la formation au sein des syndicats ;
- l'appui aux luttes ;
- les campagnes ;
- l'action politique pour le progrès social ;
- le développement durable et la lutte à la pauvreté[48].

Le comité exécutif actuel est composé de :
- présidence : Ann Gingras ;
- vice-présidence : Gille Lamontagne ;
- vice-présidence : Barbara Poirier ;
- secrétaire général : François Proulx-Duperré ;
- trésorerie : Louis Hamel

### Conseil syndical
Le conseil syndical anime la vie syndicale régionale, développe et maintient des liens avec les syndicats affiliés afin d’y faire vivre les valeurs et les orientations du conseil central et de la CSN. Il est l’instance où s’opérationnalisent les mandats et les campagnes du conseil central et de la CSN sous la coordination du comité exécutif. Il se réunit au moins quinze fois entre les congrès.
Le conseil syndical est composé des cinq membres du comité exécutif et des quatorze représentantes ou représentants à la vie régionale.

### L'assemblée générale
L’assemblée générale est l’instance suprême entre les congrès. Elle se réunit aux moins neuf fois entre les congrès. Elle est composée des personnes déléguées par les syndicats locaux affiliés.

### Le congrès
C’est l’instance suprême. Il se tient au trois ans, au cours du printemps. Le prochain est prévu au printemps 2022 soit du 13 au 17 juin. Ses principaux rôles sont :
- élire les membres du comité exécutif, du conseil syndical et du comité de surveillance des finances ;
- décider des orientations du conseil central ;
- adopter le budget ;
- fixer le taux de redevance (par personne) au conseil central) ;
- déterminer les statuts et règlements.

Le congrès du conseil central est composé des personnes déléguées par les syndicats locaux affiliés. 